# ساتلیکی
ساتلیکی (انگلیسی: Satlyki) یک شهرک در شهرستان کوگارچینسکی جمهوری باشقیرستان در کشور روسیه است.